# نرون اسپانیا
نرون اسپانیا (به اسپانیایی: Narón) یک دهستان اسپانیا است که در Ferrol واقع شده‌است.

## خصوصیات
نرون اسپانیا ۶۶٫۹۱ کیلومترمربع مساحت و ۳۹٬۵۷۴ نفر جمعیت دارد.